# Rosario Barroso Moguel
Rosario Barroso Moguel (Zimatlán de Álvarez, Oaxaca, 5 de outubro de 1921 - Cidade de México, 21 de janeiro de 2006) foi uma médica e patologista mexicana. Foi a primeira mulher mexicana a ingressar na Academia Nacional de Medicina de México.

## Dados biográficos
Seus pais foram Carlos Barroso, juiz distrital em Acapulco, Guerrero, e Rosario Moguel Rincón. Tiveram um total de treze filhos, dos quais somente sete chegaram à vida adulta, dois homens e cinco mulheres. Rosario Barroso Moguel foi a antepenúltima filha.

## Formação acadêmica
Estudou na Escola Nacional de Medicina, que concluiu em 1944.
Foi médica adjunta no Hospital General em 1943 e 1944, onde também trabalhou como técnica de raio-X em fisioterapia.
Seu começo precoce na medicina experimental talvez lhe valeu que em janeiro de 1945 as autoridades da Escola lhe informassem que estava isenta de realizar o serviço social e a autorizaram a apresentar o exame profissional, que realizou em 6 e 7 de julho, defendendo a tese Estrutura histológica do endocárdio valvular.  Nesse mesmo ano fundou o Departamento de Anatomía Patológica no Hospital de Doenças da Nutrição.
De 1948 a 1950 realizou uma estadia no Pathology Department do Columbia Medical Center (em Nova York, EUA) com o doutor Purdy Scout.
Estudou na pós-graduação ciências médicas com especialidade em anatomia patológica, com a tese Bases morfológicas na elaboração de enteramina (serotonina) e de catecolaminas (epinefrina e norepinefrina), em 30 de novembro de 1962.  Obteve o grau de doutora em anatomia patológica em 26 de agosto de 1968.

## Cargos ocupados
Na UNAM teve diversos cargos: professora de anatomia patológica na Faculdade de Medicina (1947-1969), professora associada de anatomia patológica na Divisão de Medicina da Escola de Graduados (1948-1972), professora titular de histologia (1965-1970), professora titular no curso de patologistas (1960-1965) e professora titular de histopatologia geral no curso para professores em anatomia patológica (1965-1968); além de ser membro do Conselho Técnico da Faculdade de Medicina no período 1958-1963 e professora titular de anatomia patológica na Pós-Graduação na Faculdade de Ciências.